# Wim Crouwel (ontwerper)
Wilm Hendrik (Wim) Crouwel (Groningen, 21 november 1928 – Amsterdam, 19 september 2019) was een Nederlandse grafisch ontwerper en hoogleraar.

## Levensloop
Crouwel volgde tussen 1947 en 1949 een opleiding beeldende kunst aan Academie Minerva in zijn geboorteplaats. Daarna volgde hij lessen typografie aan het Instituut voor Kunstnijverheidsonderwijs in Amsterdam (sinds 1968 de Gerrit Rietveld Academie).
In 1963 was hij mede-oprichter van het ontwerpbureau Total Design. Hij bleef lange tijd bij het bedrijf betrokken als directeur. Vanaf 1964 was Crouwel verantwoordelijk voor het ontwerp van de affiches, catalogi en tentoonstellingen van het Stedelijk Museum in Amsterdam.

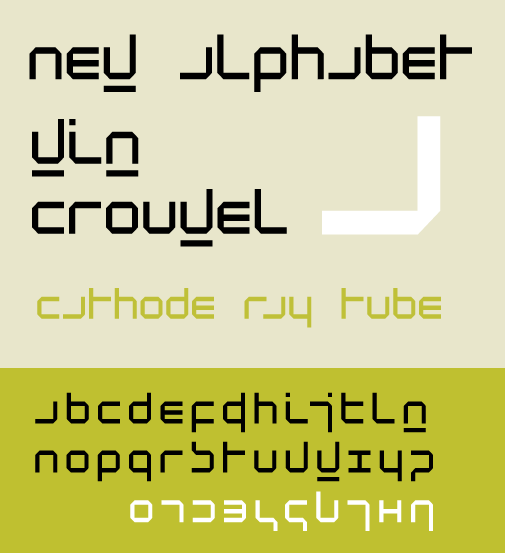
Het lettertype New Alphabet, ontworpen door Crouwel in 1967

In 1967 ontwierp hij het lettertype New Alphabet, een letter die de beperkingen van de kathodestraalbuis omarmt en zodoende bestaat uit alleen maar horizontalen en verticalen. Andere letterontwerpen van zijn hand zijn Fodor en Gridnik. Crouwel was mede-ontwerper van het Nederlandse paviljoen op de wereldtentoonstelling van 1970 in Osaka, Japan. Een ontwerp van Crouwel dat in Nederland algemeen bekend is, is dat voor de cijferfrankeerzegels die in gebruik waren van 1976 tot 2002.
Naast werkzaam te zijn als grafisch ontwerper was hij ook actief in het educatieve en culturele circuit. Zo was hij al in de jaren vijftig werkzaam als docent bij de Koninklijke Academie voor Kunst en Vormgeving in 's-Hertogenbosch en het Instituut voor Kunstnijverheidsonderwijs in Amsterdam. Tussen 1965 en 1985 was hij verbonden aan de afdeling industrieel ontwerpen van de Technische Hogeschool Delft, als medewerker, docent, hoogleraar en bijzonder hoogleraar. Van 1987 tot 1993 gaf hij als bijzonder hoogleraar les bij Kunst- en Cultuurwetenschappen aan de Erasmus Universiteit Rotterdam. Daarnaast was hij van 1985 tot 1993 directeur van Museum Boijmans Van Beuningen in datzelfde Rotterdam. Een van de belangrijkste aspecten van Crouwels grafische werk is de typografie.

## Onderscheidingen
- 1958 en 1966 – H.N. Werkmanprijs
- 1965 – Frans Duwaerprijs
- 1976 – Willem Grollenbergprijs
- 1991 – Piet Zwart Prijs[3]
- 1991 – Stankowsky Prijs (Duitsland)
- 2004 – Oeuvre-prijs Fonds BKVB
- 2009 – Gerrit Noordzij-prijs voor zijn werk als letterontwerper en leraar[4]
- 2019 – The TDC Medal (Type Directors Club, Verenigde Staten)[5]

## Privé
Crouwel had drie kinderen, onder wie voormalig (van 2004 tot 2008) Rijksbouwmeester Mels Crouwel.